# Domitia gens
A Domitia gens a római köztársaság egyik legelőkelőbb plebeiusnemzetsége volt. Két nagy águk ismeretes: a Calvinusok és az Ahenobarbusok. Cicero egyes passzusaiban más cognomenekkel is találkozhatunk, ám az említett személyek ismeretlenek.

## A Domitius Ahenobarbusok
Az Ahenobarbusok neve vörös szakállat jelent, ami családi jellemvonás volt. Az Ahenobarbusok mitológiája ezt arra vezette vissza, hogy a Kr. e. 496-ban vívott Regillus-tavi csata előtt egyik ősüknek kinyilatkoztatták a Dioszkuroszok a rómaiak latinok felett aratott győzelmét, és szavukat megpecsételve megsimították a bizonyos ősapa fekete haját és szakállát, amely azon nyomban kivörösödött.
- Cnaeus Domitius Ahenobarbus, Kr. e. 192. consulja
- Cnaeus Domitius Ahenobarbus, az előbbi fia, Kr. e. 162. consulja
- Cnaeus Domitius Ahenobarbus, az előbbi fia, Kr. e. 122. consulja
- Cnaeus Domitius Ahenobarbus, az előző fia, Kr. e. 96. consulja
- Lucius Domitius Ahenobarbus, az előző fivére, Kr. e. 94. consulja
- Lucius Domitius Ahenobarbus, családi kapcsolatai nem tisztázottak. Praetor Kr. e. 80-ban, Hispania Citerior proconsulja. Quintus Caecilius Metellus Pius hívta segítségül Sertorius ellen, ám annak quaestora, Hirtuleius legyőzte, és meghalt a csatában (Kr. e. 79)
- Cnaeus Domitius Ahenobarbus, talán Kr. e. 94. consuljának fia, praetor Kr. e. 54-ben, Marcus Coelius második perén elnökölt
- Cnaeus Domitius Ahenobarbus, Kr. e. 96. consuljának fia, a Sulla elleni harcban halt meg
- Lucius Domitius Ahenobarbus, az előző unokatestvére, Kr. e. 94. consuljának fia, Kr. e. 54. consulja.
- Cnaeus Domitius Ahenobarbus, az előző fia, Kr. e. 32. consulja
- Lucius Domitius Ahenobarbus, az előző fia, Kr. e. 16. consulja
- Cnaeus Domitius Ahenobarbus, az előző fia, Kr. u. 32 consulja, Nero apja
  - Nerónak két nagynénje is volt: Domitia és Domitia Lepida.
- Lucius Domitius Ahenobarbus, az előző fia, a későbbi Nero császár.

## A Domitius Calvinusok
- Cnaeus Domitius Calvinus, Kr. e. 332. consulja
- Cnaeus Domitius Calvinus Maximus, Kr. e. 283. consulja
- Domitius Calvinus, talán az előző fia, valamikor Kr. e. 240 után elfoglalta Luna etruszk városát
- Cnaeus Domitius Calvinus, Kr. e. 53. és Kr. e. 40. consulja

## Más Domitiusok
- Domitius Marsus, költő
- Cnaeus Domitius Afer, politikus, szónok
- Cnaeus Domitius Corbulo, Caligula sógora, Nero hadvezére és áldozata
- Lucius Domitius Domitianus, trónkövetelő Egyiptomban Diocletianus idején